# Șancru

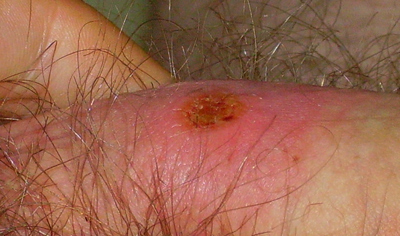
Șancru pe partea inferioară a penisului

Un șancru (/ˈʃæŋkər/ SHANG-kər) este o ulcerație genitală nedureroasă formată cel mai frecvent în stadiul primar al sifilisului. Această leziune infecțioasă se formează la aproximativ 21 de zile după expunerea inițială la Treponema pallidum,  bacterie din clasa spirochetelor care este agentul etiologic al sifilisului. Șancrul este un sifilis cu transmitere pe cale sexuală prin contact fizic direct. Aceste ulcerații se formează de obicei pe sau în jurul anusului, gurii, penisului și vaginului. Șancrele se pot diminua într-o perioadă cuprinsă între patru și opt săptămâni, fără uzul medicamentelor.
Șancrele, fiind ulcerații nedureroase formate în stadiul primar al sifilisului, sunt asociate cu tripanosomiaza africană, boala somnului, care apare în urma înțepăturii muștei țețe.

## Etimologie
Cuvântul românesc „șancru” provine de la cuvântul  francez „chancre” (pronunție în franceză [ʃɑ̃kʁ]) care înseamnă „ulcerație” în franceza veche. Cuvântul englez „chancre” provine, ca și cuvântul  „canker”, din latinescul cancer, cu sensul de „rac”, care este o traducere a cuvântului grecesc καρκίνος (karkínos), care are, de asemenea, sensul de „rac”.

## Asemănări cu șancroidul

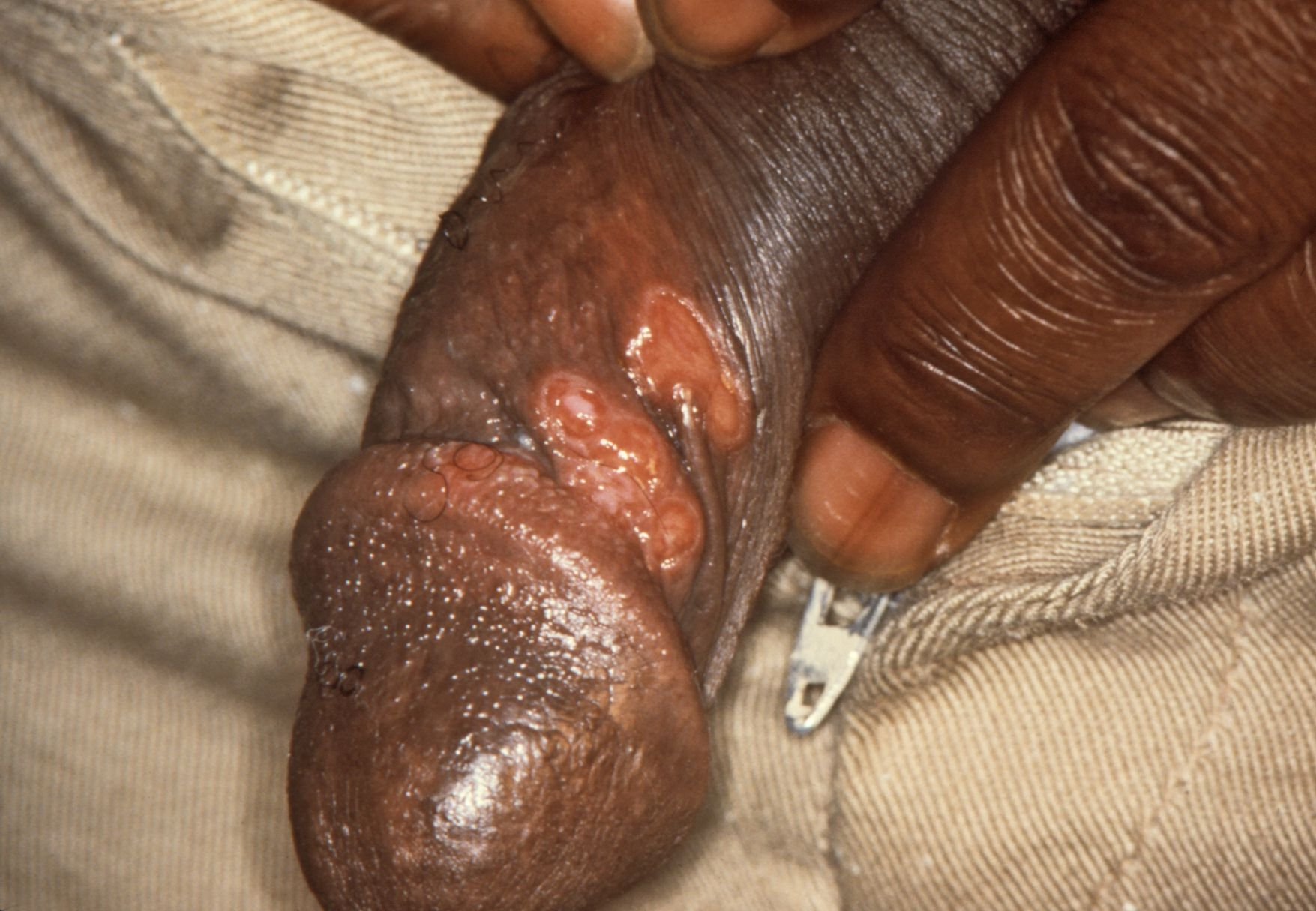
Două șancre pe corpul penisului, cauzate de sifilis primar. Șancrele apar în locul inoculării bacteriei Treponema pallidum.

Asemănări între șancru și șancroid: 
- Ambele sunt inițial pustule ce apar în locul inoculării și se transformă în ulcerații
- Ambele leziuni au de obicei un diametru de 1-2 cm
- Ambele leziuni sunt cauzate de boli transmisibile pe cale sexuală
- Ambele leziunile apar de obicei la nivelul organelor genitale ale persoanelor infectate

## Diferențe față de șancroid
Diferențe între șancru și șancroid (șancru moale): 
- Șancrul este o leziune tipică infecției cu bacteria care cauzează sifilisul, Treponema pallidum
- Șancroidul este o leziune tipică infecției cu bacteria Haemophilus ducreyi
- Șancrul este de obicei nedureros, în timp ce șancroidul este de obicei dureros
- Șancrul apare, de obicei, singur, în timp ce șancroidul apare în forme multiple
- Șancrul cauzează creșterea regională bilaterală a ganglionilor limfatici, în timp ce șancroidul cauzează creșterea regională unilaterală a ganglionilor limfatici
- Șancrul împrăștie, de obicei, ser, în timp ce șancroidul are o scurgere purulentă de culoare gri sau galbenă
- Șancrul are o bază tare cu margini în pantă, în timp ce șancroidul are o bază moale cu margini scobite
- Șancrul se vindecă spontan în decurs de trei până la șase săptămâni, chiar și în absența tratamentului
- Șancrul poate apărea în faringe, precum și pe organele genitale. Nu trebuie confundat cu condylomata lata, care apare în faza secundară a sifilisului

## Vezi și
- Sifilis